# Salesforce.com
Salesforce.com, Inc. je americká cloudová softwarová společnost se sídlem v San Francisku v Kalifornii. Poskytuje služby řízení vztahů se zákazníky (CRM) a také nabízí doplňkovou sadu podnikových aplikací zaměřených na služby zákazníkům, automatizaci marketingu, analytiku a vývoj aplikací. Společnost byla založena v březnu 1999 Markem Benioffem, Parkerem Harrisem, Dave Moellenhoffem a Frankem Dominguezem s původní myšlenkou specializovat se na CRM trh a poskytovat k nim přístup výhradně jako předplacené služby. Lokalizovat všechny instance systému ve svých vlastních datových centrech , což zcela vylučuje instalaci systémů u zákazníků a poskytuje přístup koncových uživatelů k systémům prostřednictvím webu. Uznáván jako jeden z průkopníků SaaS, PaaS, cloud computingu. Salesforce pracuje na architektuře Model – view – controller.

## Salesforce služby

### Platforma Lightning
Platforma Lightning (také známá jako Force.com) je platformou poskytovanou jako služba (PaaS), která umožňuje vývojářům vytvořit přídavné moduly (add-on aplikace), které následně integruje do hlavní Salesforce aplikace. Tyto aplikace třetích stran hostují na infrastruktuře Salesforce.com.
Aplikace Force.com jsou postaveny na deklarativních nástrojích, na Lightning-u a Apex-u (Application Express), což je speciálně vytvořený programovací jazyk podobný Javě. Tento jazyk se používá stejně pro vývoj na Force.com jakož i na Visualforce, což je framework obsahující XML syntaxi, typicky používaný ke generování HTML. Platforma Force.com typicky podstupuje ročně tři nové vydání. Tím, že platforma má formu služby, tak každá vývojářská instance prochází těmito aktualizacemi.
Vydání na jaře roku 2015 obsahovalo nový framework pro vývoj uživatelského rozhraní s názvem Lightning Components (představena byla beta verze). Lightning Components staví na open-source Aura Frameworku, ale s podporou APEX místo původního Aura JavaScriptu. Tento nástroj je alternativou pro Visualforce stránky.
Poskytuje rozhraní pro správu případů a správu úloh a systém pro automatické přesměrování a eskalaci důležitých událostí. Salesforce zákaznický portál umožňuje uživatelům sledovat jejich vlastní případy, s možností aktivace přídavného modulu pro sociální sítě, díky kterému umožňuje uživateli účastnit se konverzací týkajících se jejich společnosti na sociálních sítích, poskytuje tak analytické nástroje a další služby včetně emailových upozornění a Google vyhledávání, zároveň s přístupem k zákaznickým požadavkům a smlouvám.

### Expirience Cloud
Community Cloud je služba, která uživateli Salesforce umožňuje pracovat s komunitami, prodejními kanály, vést zákaznický servis například i pomocí upravených webových portálů na Salesforce instanci. Je dobře integrován do Sales Cloudu (správa prodeje), Service Cloudu (správa služeb) a AppCloud-u, díky čemuž může být svižně uživatelsky nastaven a připraven provádět různorodé webové operace. Community Cloud kombinuje funkcionality Salesforce Customer a Partner Portals, ale je navíc obohacen o další schopnosti.

### Work.com
Work.com, nesl dříve název Rypple. Je to platforma pro správu výkonnosti skupiny, která pomáhá manažerům a zaměstnancům zlepšit pracovní výkon. Snaží se toho dosáhnout pomocí neustálého trénování, zpětné vazby v reálném čase a rozpoznávání. Na trhu má své místo jako řešení pro výkon prodeje, zákaznické služby, marketingu a jako služba, která může být včleněna do oddělení pro lidské zdroje.
Work.com, v té době známý jako "Rypple" založili Daniel Dębowa a David Stein, který chtěli vytvořit jednoduchý způsob jak při práci dosáhnout anonymní zpětnou vazbu. Společnost byla založena v květnu 2008 a mezi jejich klienty patřily společnosti jako Mozilla, Facebook, LinkedIn a jiné. V prosinci 2011 Salesforce.com oznámil svůj zájem o akvizici Rypple. Akvizice byla dokončena v roce 2012 a v září 2012 byl Rypple přejmenován na Work.com.

### AppExchange
Služba běží od roku 2005, Salesforce AppExchange je online tržiště pro aplikace třetích stran, které běží na platformě Force.com. Aplikace jsou dostupné zdarma, nebo jsou placené na bázi ročního či měsíčního předplatného. Charakter aplikací je rozsáhlý, od integrace do SharePointu až po mobilní manažerské schvalování. K červnu roku 2016, obsahovala 2948 aplikací s více než třemi miliony instalací. AppExchange je také místo kde mohou zákazníci najít partnerské konzultační společnosti, které jim mohou usnadnit implementaci technologie v jejich organizaci.

### myTrailhead
Ohlášený v roce 2017 a spuštěn v roce 2019, Salesforce myTrailhead je online tréninková platforma, která může být přizpůsobena specifickým potřebám uživatele. Platforma rozšiřuje vývojářskou komunitu Salesforce, tak že uživatelům poskytuje tréninkový obsah, podle specifického užívání Salesforce a umožňuje uživatelům vytvořit a publikovat vlastní cvičební obsah a program.

### Certifikace
Salesforce nabízí pokročilý systém certifikaci administrátorů, vývojářů, architektů a konzultantů.

## Deklarativní nástroje

### Workflow Rule
Je to základní automatizační nástroj pro Salesforce. Tento nástroj můžeme použít pro čtyři účely:
- Emailová notifikace
- Aktualizace záznamu
- Založení Tasku
- Nová odchozí zpráva

Workflow rule má určitá omezení, jedním z nich je, že nemůžete aktualizovat pole podřízeného objektu

### Process Builder
Process Builder je výkonnější než Workflow rule. Můžeme aktualizovat jakékoli pole nebo související záznam z jiného objektu. Process builder poskytuje tyto možnosti: spuštění apex kódu, vytváření záznamů, zasíláni notifikaci, spuštění schvalovacího procesu a další.

### Flow
Flow je velmi výkonný automatizační nástroj. Pomocí tohoto nástroje je možné řešit složitou logiku. Záznamy je možné shromažďovat, vytvářet, upravovat a aktualizovat. Lze bez kódu vytvářet tok obrazovek pro zadání uživatelských vstupů.

## Kódové nástroje

### Apex
Apex je programovací jazyk poskytovaný platformou Force.com. Jedná se o silně typizovaný, objektově orientovaný a nerozlišující velká a malá písmena programovací jazyk. Salesforce poskytuje pro Apex řadu asynchronních metod zpracování, které vývojářům umožňují vytvářet dlouhodobější a složitější kód Apex. Pomocí syntaxe, která vypadá jako Java, umožňuje Apex vývojářům přidávat obchodní logiku k většině systémových událostí, včetně kliknutí na tlačítka nebo update záznamů. Apex kód lze iniciovat také pomocí webových služeb.
Apex poskytuje integrovanou podporu pro vytváření a provádění unit testů. Zahrnuje výsledky testů, které označují, kolik kódu je pokryto a které části kódu mohou být efektivnější. Salesforce zajišťuje, aby veškerý kód Apex fungoval podle očekávání provedením všech unit testů před jakýmkoli upgradem platformy. Minimální pokrytí je 75%.

### Aura
Komponenty Aura jsou samostatné a opakovaně použitelné jednotky aplikace. Představují opakovaně použitelnou část uživatelského rozhraní a mohou se pohybovat v granularitě od jednoho řádku textu po celou aplikaci. Framework obsahuje sadu předem připravených komponent. Například komponenty se stylem Lightning Design System, jsou k dispozici ve jmenném prostoru. Tyto komponenty jsou také známé jako základní Lightning komponenty. Komponenty se vykreslují tak, aby vytvářely prvky HTML DOM v prohlížeči. To umožňuje vytvářet aplikace se sofistikovanými uživatelskými rozhraními.